# Musée de la momification de Louxor
Le musée de la momification de Louxor est situé sur la corniche surplombant le Nil au nord du temple, face à l'hôtel Mina Palace. Le but de ce musée est d'informer sur les techniques anciennes de momification. Les anciens égyptiens appliquaient ces techniques à toutes sortes d'espèces, pas seulement aux humains. On y trouve donc des momies de chats, de poissons et de crocodiles ainsi que les outils utilisés.
Ce musée a été créé quand la responsabilité des expositions a été transférée du ministère du tourisme à celui de la culture, en particulier au Conseil suprême des Antiquités égyptiennes. Il a été inauguré par le président Hosni Moubarak en 1997. En 2025, il est géré par le ministère du tourisme et des antiquités.
Il comprend deux parties, la première comporte une rampe où sont accrochées des tableaux avec les papyrus d'Ani et de Hennefer provenant du British Museum à Londres, ainsi que le détail des actions effectuées de la mort à l'enterrement ; la seconde partie commence au bout de la rampe et une soixantaine de pièces sont exposées dans une vingtaine de vitrines.
Ces vitrines sont regroupées autour de onze thèmes :
- les dieux de l'Égypte ancienne,
- les matériaux d'embaumement,
- les matériaux organiques,
- les fluides d'embaumement,
- les outils utilisés pour la momification,
- des vases canopes,
- des ouchebtis,
- des amulettes,
- le sarcophage de Padiamon,
- la momie de Masaharti, grand prêtre de la XXIe dynastie,
- des animaux momifiés.